# Saint-Savin (Gironde)
Saint-Savin ist eine französische Gemeinde mit 3.468 Einwohnern (Stand: 1. Januar 2022) im Département Gironde in der Region Nouvelle-Aquitaine. Sie gehört zum Arrondissement Blaye und zum Kanton Le Nord-Gironde.

## Geografie
Die Gemeinde Saint-Savin liegt an der Grenze zum Département Charente-Maritime, etwa 35 Kilometer nordnordöstlich von Bordeaux und 18 Kilometer östlich von Blaye. Am östlichen Rand der Gemeinde entspringt der Moron. Umgeben wird Saint-Savin von den Nachbargemeinden Donnezac im Norden, Bussac-Forêt im Nordosten, Saint-Yzan-de-Soudiac im Osten, Saint-Mariens im Südosten, Civrac-de-Blaye im Süden, Saint-Christoly-de-Blaye im Westen sowie Saugon und Reignac im Nordwesten.

## Bevölkerungsentwicklung
| Jahr                       | 1962 | 1968 | 1975 | 1982 | 1990 | 1999 | 2008 | 2020 |
| Einwohner                  | 1672 | 1640 | 1655 | 1757 | 1886 | 2077 | 2684 | 3313 |
| Quellen: Cassini und INSEE |      |      |      |      |      |      |      |      |

## Sehenswürdigkeiten

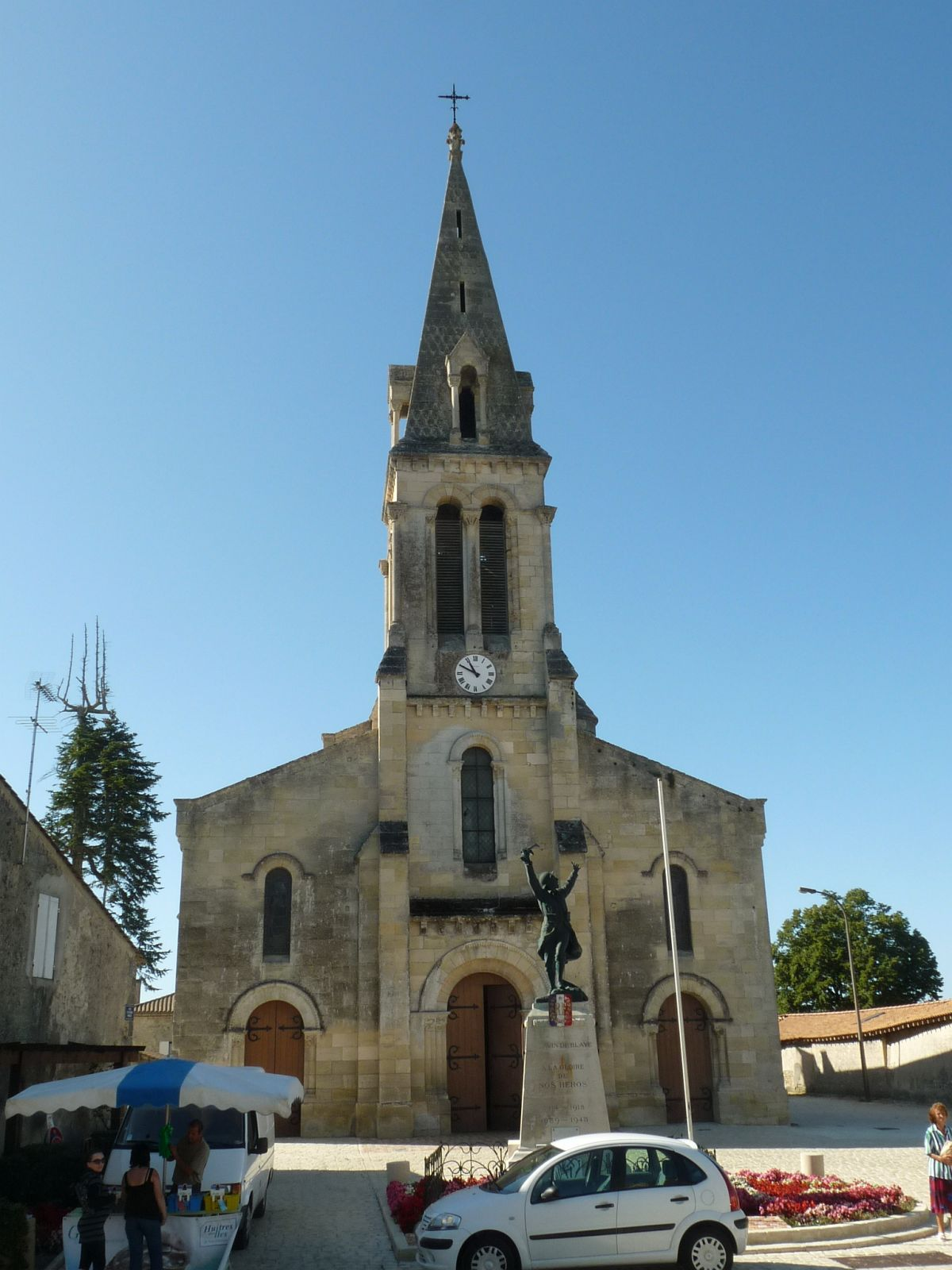
Kirche Saint-Savin
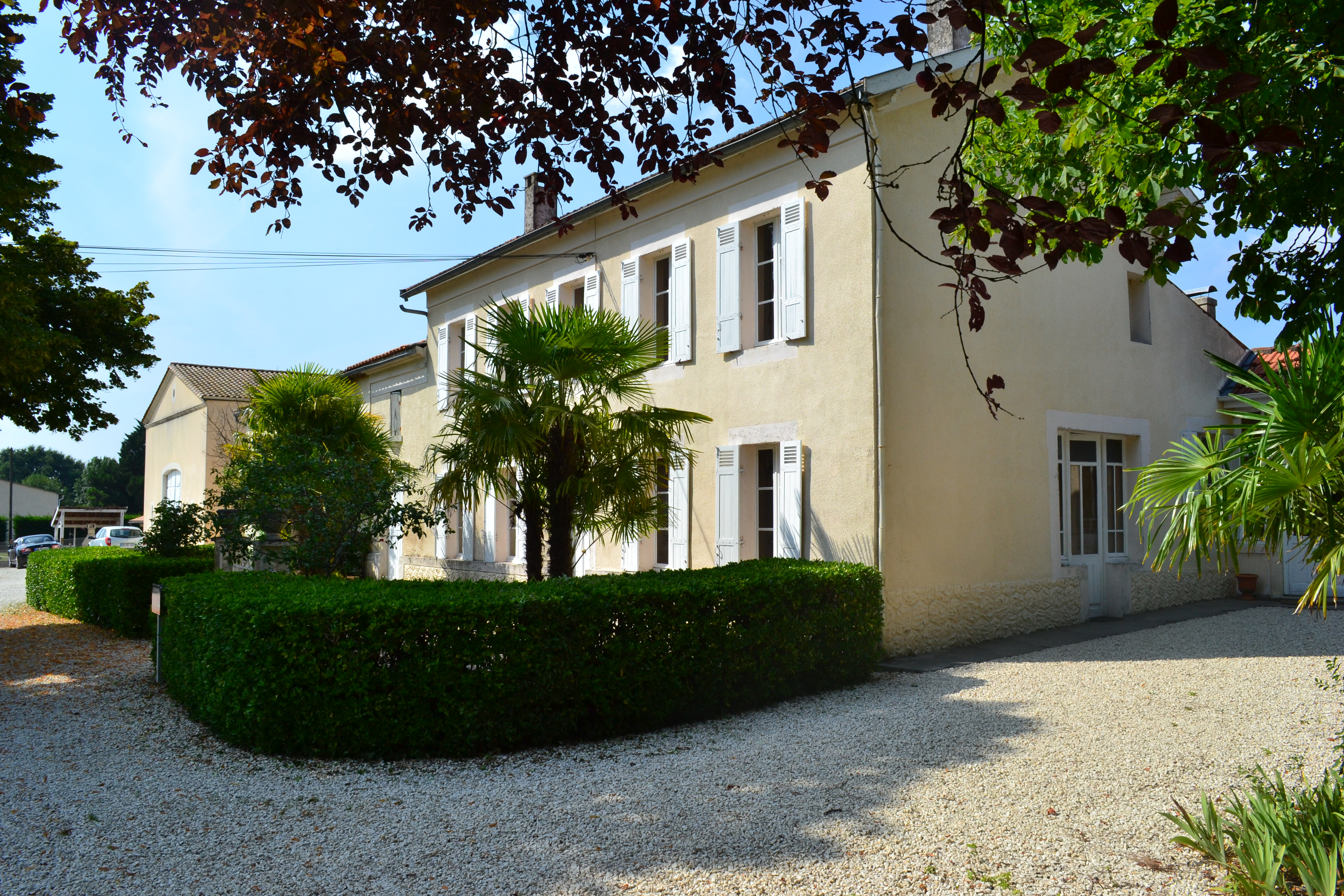
Schloss Haut Guérin
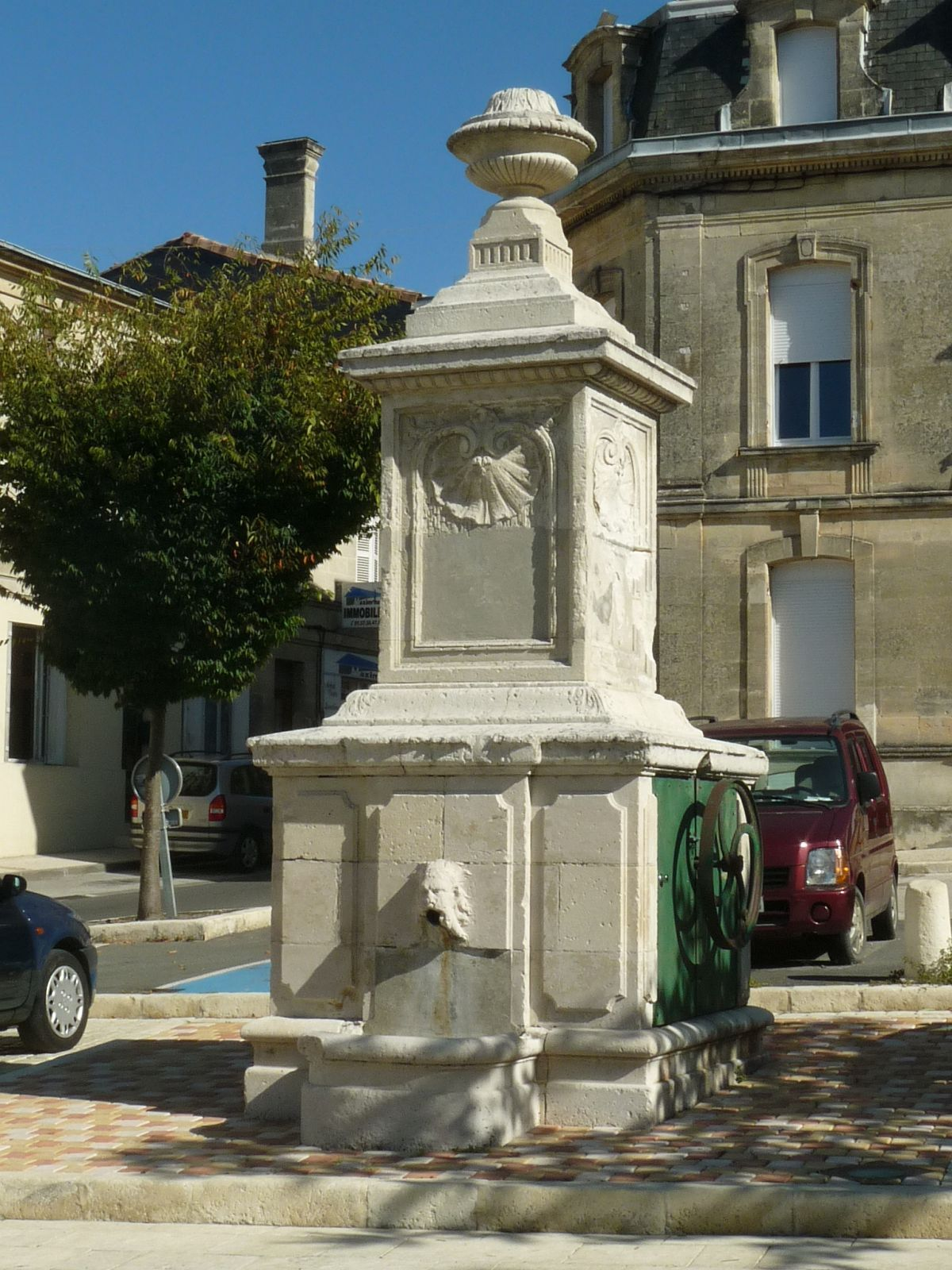
Brunnen in Saint-Savin

- Gestüt Jappeloup
- Brunnen

- Kirche Saint-Savin
- Schloss Haut Guérin
- Brunnen in Saint-Savin